# Presidente Alvear Asunción
Club Presidente Alvear – paragwajski klub piłkarski z siedzibą w mieście Asunción.
Klub Presidente Alvear po raz pierwszy awansował do najwyższej ligi paragwajskiej w 1929 roku. W sezonie 1930 roku klub zajął w tabeli przedostatnie, 13 miejsce. W sezonie 1935 roku rozegrano pierwszą edycję paragwajskiej ligi zawodowej. Klub Presidente Alvear został wykluczony z ligi, tak jak inne kluby, które wtedy nie posiadały stadionu w granicach administracyjnych miasta Asunción. Klub Presidente Alvear nigdy nie zdołał już powrócić do najwyższej ligi Paragwaju.